# Tomasz Markowski (escaquista)
Tomasz Markowski (Głogów, 30 de juliol de 1975), és un jugador d'escacs polonès, que té el títol de Gran Mestre des de 1998.
A la llista d'Elo de la FIDE del gener der 2022, hi tenia un Elo de 2531 punts, cosa que en feia el jugador número 19 (en actiu) de Polònia. El seu màxim Elo va ser de 2632 punts, a la llista de setembre de 2009 (posició 117 al rànquing mundial).

## Resultats destacats en competició
Ha guanyat el Campionat de Polònia els anys 1993, 1998, 1999, 2003, i 2007. El 2000, va guanyar la medalla de bronze al Campionat d'Europa individual a Saint-Vincent (Vall d'Aosta). Markowski va guanyar el torneig de Ginebra (1995, 2000).
L'agost de 2010 fou segon a Barcelona al fort XII Obert Internacional de Sants, Hostafrancs i la Bordeta (el campió fou Maksim Rodshtein).
Ha participat, representant Polònia, cinc cops a les Olimpíades d'escacs.

## Partides notables
- Tomasz Markowski vs Joel Lautier, 2nd IECC Playoff g/15 2001, Atac indi de rei: doble fianchetto (A07), 1-0
- Ilya Smirin vs Tomasz Markowski, Aeroflot Open 2002, defensa siciliana: Kan, atac de l'ala, variant del fianchetto (B43), 0-1
- Tomasz Markowski vs Sergei Movsesian, Bermuda-A 2003, Atac indi de rei: doble fianchetto (A07), 1-0
- Tomasz Markowski vs Lorenz Maximilian Drabke, 5th Individual European Chess Championship 2004, Atac indi de rei (A07), 1-0